# Allister
Allister es un grupo pop punk de Chicago, Illinois. El cuarteto fue formado en 1996 y fueron una de las primeras bandas en firmar con Drive-Thru Records. Además de haber lanzado tres álbumes de estudio — 1999: Dead Ends and Girlfriends, 2002: Last Stop Suburbia, y en 2005: Before the Blackout — Allister hizo un Cameo en 2004 en la película Sleepover. En marzo de 2010 anunciaron su regreso, esta vez, en la discográfica Universal Japan. Al poco tiempo de anunciar su regreso, hicieron disponible un video en YouTube, de su nueva canción Free. Esta será incluida en su álbum, Countdown to Nowhere . Y su canción "5 Year" , que también lo hicieron disponible en Youtube en su álbum más reciente Life Behind Machines , 2012.

## Historia
Allister se formó en Chicago bajo su nombre original Phineas Gage cuando los algunos de los integrantes estudiaban en la escuela secundaria. Por John Hamada (voz / guitarra) y Tim Rogner (voz / batería) con Eric "Matius" Mueller (bajo) en 1996. Al año siguiente, cambió su nombre a Allister, rendir homenaje a Alasdair Gillis del programa canadiense de televisión You Can't Do That on Television. Una vez que presentan un breve demo, Drive-Thru Records decidió poner su debut en libertad: a 7 pulgadas de vinilo registro que contiene cuatro canciones, titulado You Can't Do that on Vinyl (1998). Antes de que finalice el año, Allister añadió a otro guitarrista en la banda, por lo que se hizo cargo de la guitarra, mientras que Scott Murphy se unió al bajo.
En 1999, Drive-Thru Records libera el disco de la banda Dead Ends and Girlfriends. El disco de 32 minutos, que fue grabado con un presupuesto de producción de apenas 700 dólares, destacó aún prometedores melodías pop punk, junto con portadas de Fraggle Rock canción tema y el Backstreet Boys "I Want It that Way". En los años siguientes, Mueller deja Allister. Hamada finalmente dejar de fumar y, tras el seguimiento de algunas canciones para el grupo de seguimiento del expediente. Rogner Mueller sustituye a la guitarra rítmica, mientras que Rogner, hermano menor de Chris Hamada, llena los zapatos de plomo en la guitarra y David Rossi se suman a en la batería.
Con la ayuda del productor Chris Fudurich, la banda grabó su segundo álbum Last Stop Suburbia en 2002, mostrando un cierto grado de crecimiento en el cantar de Rogner y Murphy. En el álbum figuran varios favoritos, como "Radio Player", "Overrated" y "Somewhere on Fullerton" aunque la banda tuvo que parte con ambas formas Rossi y Chris Rogner, que se concentraría en su propia banda de Agosto Premier. La banda agregó a Kyle Lewis (guitarra) y Mike (batería) el año siguiente.
En 2004, Allister organiza giras por todo el mundo (incluida Europa y Japón) y anotó una pequeña aparición invitado en la gran pantalla en la película Sleepover, antes de liberar su tercer álbum Before the Blackout (2005) y el apoyo que le brindaron "Before the Blackout", con Fenix*TX.
El grupo presentó una portada titulada PE Guilty Pleasures sólo en Japón a finales de 2006, que fue apoyado por una gira simultánea japonés. Antes de la salida, Rogner se enteró de que él se está convirtiendo en un padre y decidió tomar un puesto de trabajo donde fue más disponible para su familia. Allister decidió ir a otra pausa tras gira por Japón de marzo de 2007 - para que el exmiembro Allister Chris Rogner su hermano tomó su lugar - y un show de despedida en Chicago. Murphy y Lewis desde entonces se han sumado a la banda The Get Go.
En 2008, Scott Murphy grabó su álbum como solista titulado Guilty Pleasures II como una continuación de la banda en el pasado el trabajo. El álbum contiene una serie de covers canciones japonesas. La popular canción 'Voyage', de la diva japonesa Ayumi Hamasaki también se incluyó.
Desde el año 2005, el exbajista / guitarrista Eric Mueller de Allister ha escrito un popular blog llamado MP3 llamado Can You See the Sunset.
En marzo de 2010, el grupo anunció su regreso, esta vez con la discográfica Universal Japan. Una nueva canción, Free, fue publicada en YouTube, que será incluida en su nuevo álbum Countdown to Nowhere, que se espera que salga en julio de ese mismo año. De momento, solo se han anunciado fechas para Japón, no se sabe si el álbum será publicado en el resto del mundo.
En 2012, Allister grabó y lanzó su quinto álbum de larga duración titulado "Life Behind Machines", y promovió su lanzamiento con una gira por Japón , Reino Unido y su primera gira de China.
Y en ese mismo año(anteriormente) saldría de gira por su aniversario n° 10 del álbum "Last Stop Suburbia" en su ciudad natal Chicago , el espectacúlo se lleva a cabo en Reggie.

## Miembros
- Tim Rogner - vocalista, guitarra
- Scottie Murphy - vocalista, Bajo
- Kyle Lewis - guitarra
- Mike Leverence - Batería

### Antiguos miembros
- Eric "Skippy" Mueller - vocalista, guitarra
- John Hamada - vocalista, guitarra
- Chris Rogner - guitarra
- David Rossi - Batería

## Discografía

### Álbumes de estudio
- Dead Ends and Girlfriends (1999)
- Last Stop Suburbia (2002)
- Before the Blackout (2005)
- Countdown to Nowhere (2010)
- Life Behind Machines (2012)
- Best of... 20 Years and Counting (2019)

### EP
- 5 Song Demo Tape(1997)
- You Can't Do that on Vinyl (1998)
- Guilty Pleasures (2006)
- Guilty Pleasures II (2008)

### Sountrack's
- "We Close Our Eyes" puesto en libertad en la banda sonora original de Sleepover
- "Shima-Uta" puesto en libertad en la versión japonesa de Before the Blackout (2005)
- "Walking the Plank" puesto en libertad en Hair: Chicago Punk Cuts (2006)

### Recopilatorios
- Best Of 20 Years And Counting (2019)

## Curiosidades
- La canción 'Scratch' de la banda en el segundo álbum se puede escuchar en American Pie 5.
- La banda colaboró con la diva del pop Ayumi Hamasaki en 2007.